# Naizin

Naizin este o comună în departamentul Morbihan, Franța. În 1 ianuarie 2018 avea o populație de 1.803 de locuitori.